# ラブ・アゲイン (映画)
『ラブ・アゲイン』(原題: Crazy, Stupid, Love.) は、2011年のアメリカのグレン・フィカーラとジョン・レクア監督、ダン・フォーゲルマン脚本のロマンティック・コメディ映画である。この映画には、キャル・ウィーバー役にスティーブ・カレル、ジェイコブ・パルマー役にライアン・ゴズリング、エミリー・ウィーバー役にジュリアン・ムーア、ハンナ・ウィーバー役にエマ・ストーン、他にもリオ・ティプトン、マリサ・トメイとケヴィン・ベーコンが出演している。この映画はワーナー・ブラザースによりアメリカ合衆国とカナダで2011年7月29日、日本では同年11月19日に公開された。
公開時に、この映画は評論家から好意的なレビューを受け、Rotten Tomatoesでは78%が前向きな投稿をし、「新鮮」と認定された。また、興行成績も好調で公開第一週目に19,104,303ドル収入し、5000万ドルの予算を遙かに超える、14,000万ドルを全体で収入した。ライアン・ゴズリングはゴールデングローブ賞の 主演男優賞 (ミュージカル・コメディ部門)でノミネートされた。アメリカ合衆国ではDVDとBlu-ray Discが2011年11月1日に発売された。

## ストーリー
中年のキャル・ウィーバーは、レストランでの食事の最中に妻のエミリーから、同僚のデイビッドと浮気をしたと告白され、離婚を申し込まれる。当然キャルはショックを受ける。一方で、キャルとエミリーの息子ロビーは、17歳のベビーシッターのジェシカ・ライリーに熱をあげていた。しかしジェシカは年上のキャルに恋心を抱いていたのだが、もちろんキャルはそんなことに気がつくはずもなく、住み慣れた我が家を離れてわびしい一人住まいへと移っていった。
毎晩バーへ通い、バーテンダーに嘆き節を語るキャルに、若くハンサムなジェイコブ・パーマーという男が、女性をモノにするコツを教えると話を持ちかけてくる。ジェイコブは、夜ごと違う女を“お持ち帰り”する生粋の女たらしで、その夜は法科学生のハンナをナンパしていたのだが、真面目で身持ちの固い彼女に珍しくソデにされていたのだ。「どうして自分みたいな中年男にアドバイスするんだ？」とのキャルの問いに、「昔、あんたみたいな人を知っていた。」と言葉を濁すジェイコブ。こうして、キャルは服装から会話までジェイコブの特訓を受けることになった。
徐々にテクニックを覚え込んだキャルはバーで、オールドミスのケイトを“お持ち帰り”することに成功。その日からキャルは数多の女性をナンパし、傍目には充実した私生活を送っているように見えた。そんな時、彼はロビーの保護者会でエミリーと再会する。2人はおずおずと和解したように思えたが、何とロビーの担任の先生はあのケイトだった。キャルを独身だと思い込んでいたケイトは憤懣やるかたなく、エミリーにキャルとの情事の一部始終を暴露する。愛想が尽きたエミリーは、デイビッドとの交際を再開する。
一方で、最近ロースクールを卒業したハンナは、彼女の恋人のリチャードが、彼女の司法試験合格パーティーでプロポーズしてくれると期待していたが、彼はやたらと逃げ腰で、ハンナは傷つき苛立ちを覚える。自棄を起こしたハンナは一度ジェイコブの誘いを断ったバーへ戻り、いきなり彼に熱くキスすると一晩の関係を迫る。まんざらでもないジェイコブは彼女を家に連れ帰るが、けっきょく一晩中たわいない話をして、友情を深めるに終わった。
キャルは、ひょんなことからエミリーがまだ自分に未練を残していることを知り、それまでの女遊びを反省し復縁する計画を練る。その頃、ハンナと付き合うようになっていたジェイコブが、キャルに本物の交際についてアドバイスを求める。近いうちハンナの両親を訪ねに行くというのだ。
ある休日。キャルが前の住まいの裏庭で子供たちと共に、エミリーに初めてのデートを思い出してもらうようにミニゴルフのセットを作っていた。ちょうどその頃、ジェシカの家では母親がジェシカのヌード写真を偶然見つける。ジェシカは同級生のアドバイスでその写真をキャルに送りつけるつもりだったのだが思いとどまり、タンスに仕舞い込んでいたのだ。その写真がキャル宛てであることを知った父親のバーニーはキャルに問いただすため、怒り心頭でウィーバー邸へと向かう。
一方、ウィーバー家では帰宅したエミリーがゴルフセットに感嘆している時、ハンナがジェイコブと共に家にやってくる。実はハンナは、キャルとエミリーが学生結婚した時に授かった娘だったのだ。キャルは愛娘がジェイコブと付き合っていることに愕然とし、ハンナに別れろと命令する。ところがその瞬間、バーニーが乗り込んできてキャルに飛びかかる。後を追ってきたジェシカが止めに入るが彼女の父親は聞く耳を持たない。そしてその時、よりによってデイビッドが、エミリーの忘れ物のセーターを返しにやってくる。ある意味で全ての元凶であるデイビッドにジェイコブが一発くらわせ、キャル、バーニー、ジェイコブ、デイビッドのもみ合いになる。一連の関係者すべてがそろった騒乱状態は、結局警察が止めに入って終息、気まずい展開になってしまう。
キャルは再びバーに入り浸り始めるが、そこにジェイコブが訪ねてきてハンナを真剣に愛していると告白する。キャルは頑固に彼らの交際を認めない。しかしジェイコブは、キャルが尊敬すべき素晴らしい父親であることを称える。
ロビーは中学校の卒業式の代表挨拶で、どのように真実の愛と魂の伴侶を失ったかについて悲観的なスピーチをする。見かねたキャルはスピーチに割り込み、自分のエミリーとの出会いについて話し、上手くいくかわからないがエミリーのことを諦めないと宣言する。それに勇気づけられたロビーも、ジェシカへの愛を再び宣言し、観客も（ケイトを除いて）拍手で讃えた。式の後、キャルはジェイコブとハンナの交際をようやく認める。ジェシカもロビーの愛に応えて、「高校時代を生き抜けるように」例の写真を贈って彼を驚かせる。キャルとエミリーは、お互いが乗り越えてきた一年について談笑するのだった。

## キャスト
※括弧内は日本語吹替
- キャル・ウィーバー - スティーヴ・カレル（島田敏）
- ジェイコブ・パーマー - ライアン・ゴズリング（綱島郷太郎）
- エミリー・ウィーバー - ジュリアン・ムーア（安藤麻吹）
- ハンナ・ウィーバー - エマ・ストーン（根本圭子）
- ジェシカ・ライリー - リオ・ティプトン（小林沙苗）
- ロビー・ウィーバー - ジョナ・ボボ（本田貴子）
- モリー・ウィーバー - ジョーイ・キング（疋田涼子）
- ケイト・タファティ - マリサ・トメイ（よのひかり）
- クレア・ライリー - ベス・リトルフォード
- バーニー・ライリー - ジョン・キャロル・リンチ（森源次郎）
- デイヴィッド・リンハーゲン - ケヴィン・ベーコン（高宮俊介）
- リズ - ライザ・ラピラ
- マディソン - ジュリアンナ・ギル
- リチャード - ジョシュ・グローバン

## 製作
2009年12月、『カーズ』などで知られるダン・フォーゲルマンがスティーヴ・カレルの主演を想定して書いたタイトル未定の脚本をワーナー・ブラザースが購入。2010年1月に『フィリップ、きみを愛してる!』で知られるグレン・フィカーラとジョン・レクアが監督に決まった。2010年3月初旬、ライアン・ゴズリングの出演が決まり、同月中旬にはエマ・ストーンの出演と映画のタイトルが明らかになった。

## 評価

### 評論家による評価

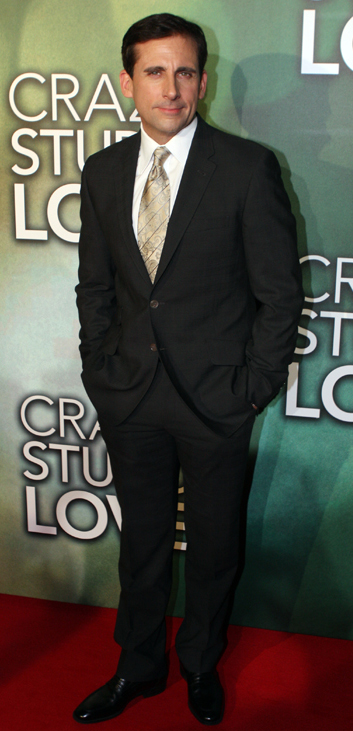
2011年9月に行われた映画のシドニー・プレミアでのカレル

映画のレビューを集積するウェブサイトRotten Tomatoesによると、193件あった投稿の内、78%が好意的な評価を与え、平均評価は10ある内の6.9であった。CinemaScoreはこの映画の等級は「A+」から「F」の範囲で「B+」であると発表した。
ロジャー・イーバートは『ラブ・アゲイン』に4つ星中、3つ星を与え、「この映画は心優しい人々による甘いロマンティック・コメディである」と評した。『ニューヨーク・タイムズ』のA・O・スコットは作品に対して好意的で、5つ星中、4つ星を与え、「『ラブ・アゲイン』は巧妙なバランスが取れた、明るく賢い映画である」と評した。『ロサンゼルス・タイムズ』のベッツィー・シャーキーは5つ分の内4を与え、「この映画は初恋、永遠の愛、失恋と全ての恋の甘くて苦い魔法を思い出させてくれる」と評した。『New in Cinema』のダニエル・サラスは3つ星と少ない星数だったが、「本当のロマンティックとコメディ要素が含まれたロマンティック・コメディ映画である」と称えている。
評論の中には、否定的なものもあり、AP通信のクリスティー・レマイアーは「この映画は真実の愛に落ちるまで、十分クレイジーでも愚かでもない」と評し、4分の2のスコアを与えた。『MSN Movies』のジェイムズ・ロッチは特に批判的で、5ある内の1しか与えず、「スターが勢揃いしたファンタジーと嘘のしこり」と評した。
この映画は『TV Guide』の「ベスト・ムービー2011」の1つに選ばれた。

### 興行収入
『ラブ・アゲイン』は北米で公開第一週目で5位を記録し、19,104,303ドル収入した。アメリカ合衆国とカナダで84,200万ドル、世界中で58,500万ドル収入し、全体で14,000万ドル回収した。

### 受賞
| 年度 | アワード名                     | 部門                                    | 候補者                                                       | 結果       |
| ---- | ------------------------------ | --------------------------------------- | ------------------------------------------------------------ | ---------- |
| 2011 | デトロイト映画批評家協会       | 最優秀助演賞                            | ライアン・ゴズリング                                         | ノミネート |
| 2011 | デトロイト映画批評家協会       | 最優秀アンサンブル賞                    |                                                              | ノミネート |
| 2012 | Critics' Choice Movie Awards   | 最優秀コメディ賞                        |                                                              | ノミネート |
| 2012 | ピープルズ・チョイス・アワード | コメディ映画賞                          |                                                              | ノミネート |
| 2012 | ピープルズ・チョイス・アワード | 女優賞                                  | エマ・ストーン (『ヘルプ 〜心がつなぐストーリー〜』でも受賞) | 受賞       |
| 2012 | ピープルズ・チョイス・アワード | コメディ映画女優賞                      | エマ・ストーン                                               | 受賞       |
| 2012 | ピープルズ・チョイス・アワード | コメディ映画男優賞                      | スティーブ・カレル                                           | ノミネート |
| 2012 | ゴールデングローブ賞           | 主演男優賞 (ミュージカル・コメディ部門) | ライアン・ゴズリング                                         | ノミネート |
| 2012 | MTVムービー・アワード2012      | 女性演技賞                              | エマ・ストーン                                               | ノミネート |
| 2012 | MTVムービー・アワード2012      | キス賞                                  | エマ・ストーンとライアン・ゴズリング                         | ノミネート |